# نیکلای اوروسف
نیکلای اوروسف (روسی: Николай Владимирович Урусов؛ زادهٔ ۳ اکتبر ۱۹۶۲) روزنامه‌نگار اهل ایالات متحده آمریکا است. او از ۲۰۰۴ تا ۲۰۱۱ منتقد معماری نیویورک تایمز بود.

## زندگی‌نامه
او که در کمبریج، ماساچوست متولد شده‌است، مدرک کارشناسی زبان روسی را از دانشگاه جرج‌تاون و کارشناسی ارشد معماری را از مدرسهٔ عالی معماری، برنامه‌ریزی و حفاظت دانشگاه کلمبیا دریافت کرد. او دانشیار مدعو معماری مدرسهٔ عالی معماری، برنامه‌ریزی و حفاظت دانشگاه کلمبیا است.
دست‌پروردهٔ هربرت موشان، اوروسف در سال ۲۰۰۴ به عنوان منتقد معماری جایگزین آموزگارش در نیویورک تایمز شد. او در سال ۲۰۰۷ سوگنامهٔ روزنامه را برای موشان نگاشت.
پیش از آن اوروسف منتقد معماری لس آنجلس تایمز بود. او یکی از نامزدان نهایی جایزه پولیتزر برای نقد در سال‌های ۲۰۰۳، ۲۰۰۴، ۲۰۰۶ و ۲۰۱۱ بود. اوروسف با نقاش بریتانیایی سسیلی براون ازدواج کرده‌است.
در سال ۲۰۱۱ اعلام شد که او نیویورک تایمز را برای نگارش یک کتاب ترک خواهد کرد. مایکل کیملمن به عنوان منتقد معماری جایگزین او شد.